# كيوكاز كودو
كيوكاز كودو (باليابانية: 久藤 清一) (21 يونيو 1974 في أماغاساكي في اليابان – )؛ هو لاعب كرة قدم ياباني سابق كان يلعب كلاعب وسط.

## وصلات خارجية
- كيوكاز كودو على موقع الاتحاد الدولي (مؤرشف)  (الإنجليزية)
- كيوكاز كودو على موقع رابطة كرة القدم اليابانية للمحترفين (اليابانية)
- كيوكاز كودو على موقع قاعدة بيانات كرة القدم.إي يو (الإنجليزية)
- كيوكاز كودو على موقع Soccerway.com (الإنجليزية)
- كيوكاز كودو على موقع عالم كرة القدم.نت (الإنجليزية)
- كيوكاز كودو على موقع أوليمبيديا (الإنجليزية)